# Сташинский, Владислав Андреевич
Владислав Андреевич Сташинский (лит. Vladas Stašinskas (Владас Сташинскас); 1874—1944) — присяжный поверенный, депутат Государственной думы II созыва от Ковенской губернии, литовский юрист и политик, первый министр внутренних дел Литвы (1918), директор Банка Литвы (1930—1938)

## Биография
Литовец по национальности, католик по вероисповеданию. Родился 10 октября 1874 года[по какому календарю?].
После окончания в 1895 году Митавской гимназии поступил на юридический факультет Московского университета и окончил его в 1902 году с дипломом 1-й степени. Служил помощником присяжного поверенного в Ковно (1902—1906). В момент выборов в Думу оставался беспартийным, но по политическим взглядам был близок к социал-демократам.

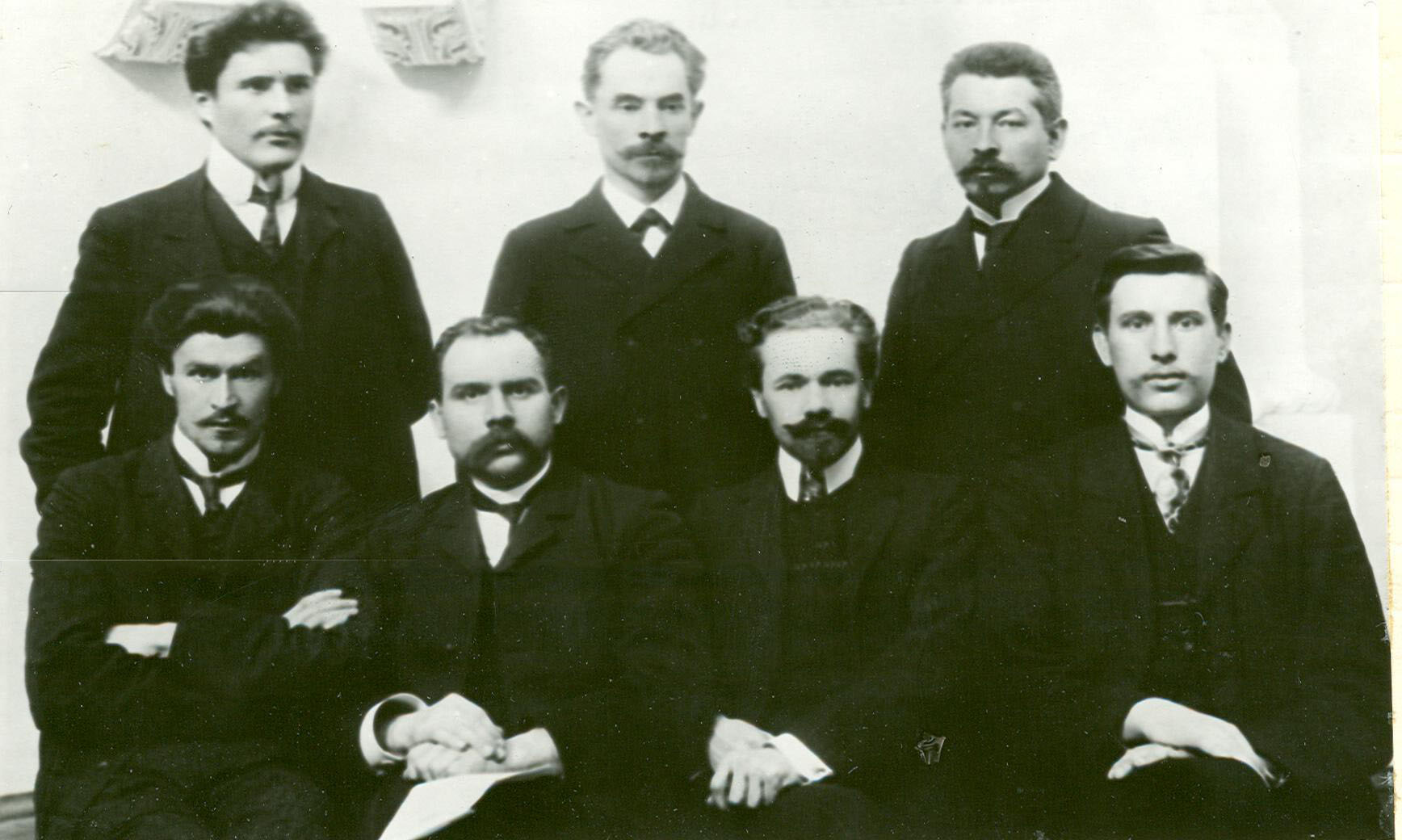
Депутаты Государственной думы II созыва, литовцы, 1907.
В. А. Сташинский сидит 3-й слева, А. С. Купстас — 4-й.

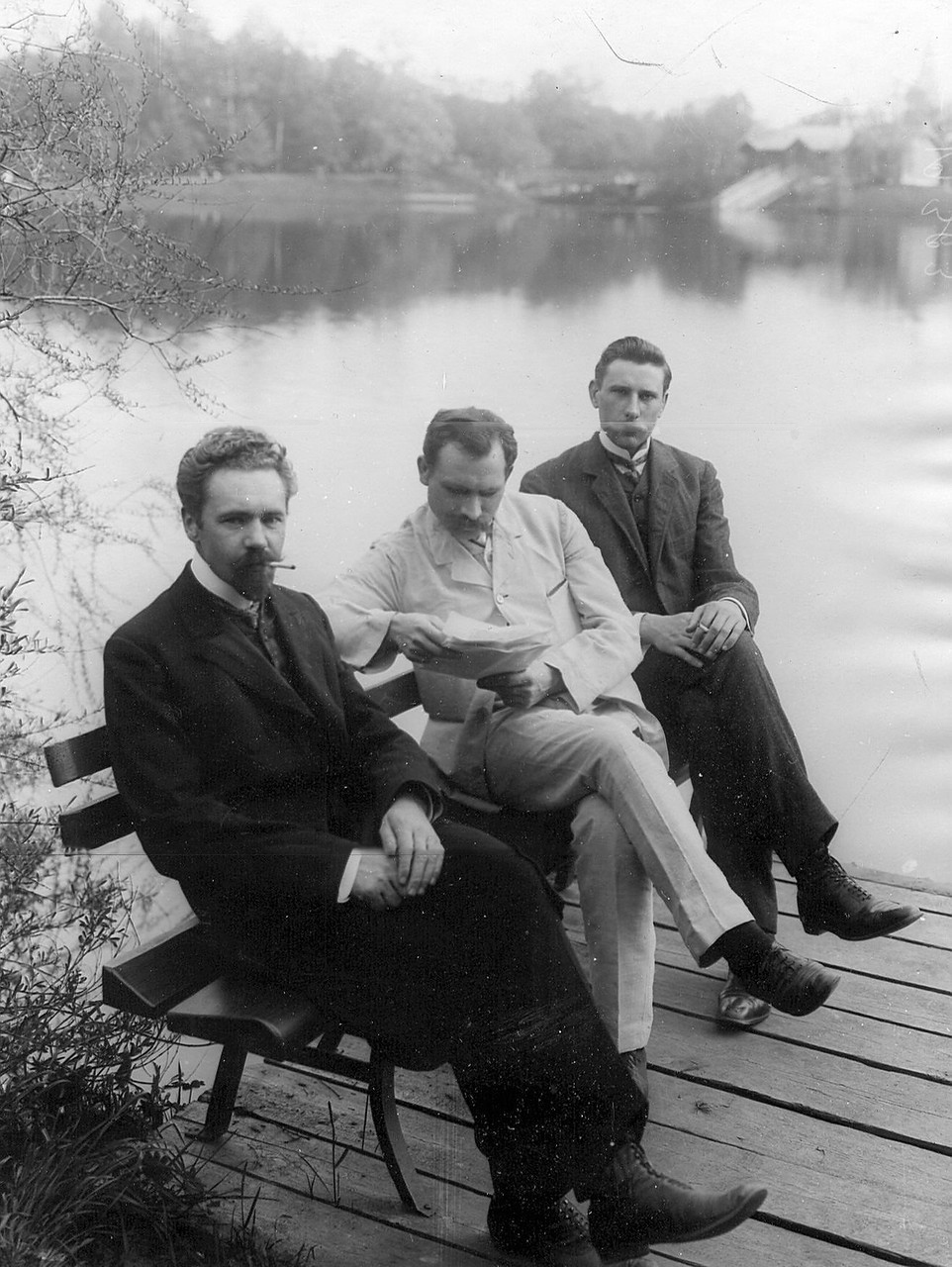
Депутаты-литовцы в Таврическом саду: В. А. Сташинский, А. А. Булат, А. С. Купстас.

6 февраля 1907 года избран в Государственную думу II созыва от общего состава выборщиков Ковенского губернского избирательного собрания. Вошёл в состав Социал-демократической фракции. Состоял в думских комиссиях по исполнению государственной росписи доходов и расходов, для разработки Наказа, о преобразовании местного суда. Являлся секретарём комиссии по местному управлению и самоуправлению. Участвовал в прениях об избрании Аграрной комиссии, о привлечении к уголовной ответственности Л. Ф. Геруса, А. Ф. Кузнецова, А. С. Купстаса, об ответственности за восхваление преступных деяний, об отмене взысканий за тайное обучение в Царстве Польском и Западном крае.
С 11 ноября по 26 декабря 1918 года министр внутренних дел в первом правительстве Литвы. Начиная с декабря 1918 года до апреля 1919 года — государственный контролёр. 22 января 1919 года большевики арестовали Сташинского в Вильнюсе, и до конца июля он находился в заключении в Вильнюсе, Даугавпилсе и Смоленской тюрьме, после чего был освобождён в рамках обмена политическими заключёнными.
С июня 1930 до сентября 1938 года он возглавлял Банк Литвы (Lietuvos Bankas), а затем в течение двух месяцев (1 октября — 5 декабря 1938 года) занимал пост министра юстиции.
В 1931 году он выступал в одном случае в качестве специального судьи в Международном суде в Гааге. Сташинский возглавлял Ассоциацию адвокатов Литвы (Lietuvos advokātu taryba) в качестве её председателя.
По состоянию здоровья 1 марта 1939 года был отправлен в отставку (ему была назначена пенсия в размере 1000 литов). Скончался 11 марта 1944 года в Кедайняе (Литва)